# Euploea valdemaculata
Euploea valdemaculata är en fjärilsart som beskrevs av Carpenter 1941. Euploea valdemaculata ingår i släktet Euploea och familjen praktfjärilar. Inga underarter finns listade i Catalogue of Life.